# Kreisgrabenanlage Belleben III
Die Kreisgrabenanlage Belleben III ist eine Kreisgrabenanlage der spätbronzezeitlichen Saalemündungsgruppe bei Belleben, einem Ortsteil von Könnern im Salzlandkreis, Sachsen-Anhalt.

## Lage
Die Kreisgrabenanlage liegt östlich von Belleben, auf halbem Weg nach Piesdorf nahe einer Stromtrasse.

## Forschungsgeschichte
Die Anlage wurde bei einer Luftbildprospektion des Landesamtes für Denkmalpflege und Archäologie Sachsen-Anhalt entdeckt. 2005 erfolgte eine Probegrabung durch das Institut für Kunstgeschichte und Archäologien Europas der Martin-Luther-Universität Halle-Wittenberg unter der Leitung von André Spatzier. Wegen der Nähe zur Stromtrasse wurde keine geomagnetische Untersuchung durchgeführt. Die Grabung erfolgte auf einer Fläche von 30 × 10 m.

## Befunde
Die Anlage hat einen Durchmesser von 75 m und besteht aus zwei Gräben. Beide wurden als steilwandige Sohlgräben angelegt. Der äußere hat eine Tiefe zwischen 1,20 m und 1,80 m und eine Breite zwischen 2,70 m und 4,20 m. Der innere hat eine Tiefe zwischen 1,90 m und 2,00 m und eine Breite zwischen 3,30 m und 3,60 m. Der innere Graben weist keine regelmäßige Kreisform auf, sondern verläuft streckenweise gerade. Beide Gräben waren mit Humus verfüllt, im unteren Bereich gab es teils Einschwemmungen von Lehm und dunkel-humosem Erdreich.
Um den Graben wurden bei der archäologischen Grabung noch etwa zwei Dutzend runde, spätbronzezeitliche Siedlungsgruben entdeckt.

## Funde
Die wichtigste Fundgattung stellen Keramikgefäße dar, die sowohl in den Gruben als auch in den Gräben zutage traten. Hierzu zählen Tassen mit Omphalosboden, Zylinder- und Kegelhalsgefäße, sowie Gefäße mit vertikal und schräg geriefter Schulterzone. Weiterhin wurden in den Gräben noch zahlreiche Knochen gefunden.

## Datierung
Mittels Radiokarbonmethode konnten einige der Kochen auf 1420–970 cal. BC datiert werden. Über die Keramik kann die Kreisgrabenanlage der Saalemündungsgruppe zugeordnet werden.